# Tawfik Abu al-Huda
Tawfik Abu al-Huda (en árabe: توفيق ابو الهدى) (también conocido como Pachá Tawfik Abú-al-Huda) (1894-1 de julio de 1956) fue el primer ministro del Emirato de Transjordania desde el 28 de septiembre de 1938 hasta el 15 de octubre de 1944, y del Reino de Transjordania del 28 de diciembre de 1947 hasta el 12 de abril de 1950. Fue primer ministro de Jordania desde el 25 de julio de 1951 hasta el 5 de mayo de 1953 y del 4 de mayo de 1954 hasta el 30 de mayo de 1955.
Durante su último mandato como primer ministro, trató de consolidar el poder del rey Hussein mediante la celebración de las elecciones parlamentarias que muchos acusaron de ser fraudulentas.
Sus términos son notables por la guerra árabe-israelí de 1948 en donde Transjordania conquistó la Cisjordania y forzó la abdicación del rey Talal.
Fue encontrado muerto colgado en el baño de su casa, en un aparente suicidio.